# كيرييفسك
كيرييفسك (بالروسية: Киреевск) هي إحدى مدن روسيا في الكيان الفدرالي الروسي تولا أوبلاست.